# Kotangens

Graf funkce kotangens

Kotangens patří mezi goniometrické funkce. V pravoúhlém trojúhelníku bývá definována jako poměr odvěsny přilehlé a protilehlé. Pro označení této funkce se obvykle používá zkratka cotg a jejím grafem je kotangentoida.

## Definice
Funkce kotangens je definována vzorcem
{\displaystyle y={\mbox{cotg }}x={\frac {\cos x}{\sin x}},}
což je převrácená podoba poměru, kterým je definovaná funkce tangens.

## Vlastnosti
Funkce kotangens má následující vlastnosti (k je libovolné celé číslo):
- Definiční obor: {\displaystyle \mathbb {R} -\{k\pi \}}
- Obor hodnot: {\displaystyle (-\infty ;\infty ),\!} {\displaystyle \mathbb {R} }
- Klesající v každém intervalu {\displaystyle \left(0+k\pi ;\pi +k\pi \right)}
- Derivace: {\displaystyle (cotg\ x)'={\frac {-1}{\sin ^{2}x}}}
- Integrál: {\displaystyle \int {\mbox{cotg }}x\,\mathrm {d} x=\ln |\sin x|+c}
- Inverzní funkce pro {\displaystyle x\in (0;\pi ):x={\mbox{arccotg }}y}   (arkus kotangens)
- Lichá
- Neomezená
- Periodická s periodou {\displaystyle k\pi }